# بهروز شعیبی
بهروز شعیبی (زادهٔ ۲۵ شهریور ۱۳۵۸ در مشهد) بازیگر و کارگردان ایرانی است.
وی برای کارگردانی فیلم دهلیز برندهٔ سیمرغ بلورین بهترین فیلم سی و یکمین جشنوارهٔ فیلم فجر در بخش «نگاه نو» (مسابقهٔ فیلم‌های اول) شد.
بهروز شعیبی در سال ۱۳۹۲ و سال ۱۳۹۶، فیلم تبلیغاتیِ محمدباقر قالیباف را برای انتخابات ریاست‌جمهوری کارگردانی کرده است.

## فیلم‌شناسی

### کارگردان
- آغوش باز (۱۴۰۲)[۳]
- بدون قرار قبلی (۱۴۰۰)[۴]
- روز بلوا (فیلم- مینی سریال، ۱۳۹۸)
- گلشیفته (مجموعه نمایش خانگی، ۱۳۹۶)
- دارکوب (۱۳۹۶)
- سیانور (۱۳۹۴)
- پرده‌نشین (مجموعه تلویزیونی، ۱۳۹۳)
- آخرین روز سال (۱۳۹۲)
- دهلیز (۱۳۹۱)
- دنیای بهتر (تله‌فیلم، ۱۳۹۰)
- میان ماندن و رفتن (۱۳۸۹)
- جامانده (۱۳۸۸)
- پیش خواهد آمد (۱۳۸۸)
- بال‌های خوشبختی (۱۳۸۷)
- ستاره روی زمین (مستند بلند، ۱۳۸۵)
- باغ آلوچه (۱۳۸۴)

### بازیگر
- بدون قرار قبلی (۱۴۰۰)
- هناس (۱۴۰۰)[۵]
- مغز استخوان (۱۳۹۸)
- گیله‌وا (مجموعه تلویزیونی) (۱۳۹۸)
- سیانور (۱۳۹۴)
- تنهایی لیلا (مجموعه تلویزیونی) (۱۳۹۴)
- مهمان داریم (۱۳۹۲)
- مهرآباد (۱۳۹۲) (مجموعه تلویزیونی)
- کلاس سوم ب (۱۳۹۰)
- گزارش یک جشن (۱۳۸۹)
- طلا و مس (۱۳۸۷)
- دم صبح (۱۳۸۴)
- گفتگو با سایه‌ها (۱۳۸۴)
- قصه‌های یک زندگی - گرداب (۱۳۸۳)
- پسران مهتاب (ارتشی در تاریکی) (۱۳۸۱)
- در کنار هم (سلب اختیار) (۱۳۸۱) (مجموعه تلویزیونی بازیگر مهمان)
- پرونده‌های مجهول (۱۳۸۰) (مجموعه تلویزیونی)
- گم‌گشته (۱۳۸۰) (مجموعه تلویزیونی)
- آژانس شیشه‌ای (۱۳۷۶)
- بازگشت پرستوها (۱۳۷۶–۱۳۷۵) (مجموعه تلویزیونی)
- نامه‌های خیس (۱۳۸۷)

## جوایز
| سال  | جشنواره                                          | بخش                             | اثر            | نتیجه    | جایزه        | منبع |
| ---- | ------------------------------------------------ | ------------------------------- | -------------- | -------- | ------------ | --- |
| ۱۳۹۱ | سی و یکمین جشنواره فیلم فجر                      | بهترین فیلم بخش نگاه نو         | دهلیز          | برنده    | سیمرغ بلورین | [ ۶ ] [ ۷ ] |
| ۱۳۹۱ | سی و یکمین جشنواره فیلم فجر                      | بهترین کارگردانی                | دهلیز          | نامزدشده | سیمرغ بلورین | [ ۶ ] [ ۷ ] |
| ۱۳۹۳ | پانزدهمین جشن جایزه حافظ                         | بهترین کارگردانی فیلم تلویزیونی | پرده‌نشین       | برنده    | تندیس حافظ   | [ ۸ ] [ ۹ ] |
| ۱۳۹۴ | پنجمین جایزه سینمایی ققنوس                       | بهترین فیلم                     | سیانور         | برنده    |              | [ ۱۰ ] [ ۱۱ ] |
| ۱۳۹۶ | سی و ششمین جشنواره فیلم فجر                      | بهترین کارگردانی                | دارکوب         | نامزدشده | سیمرغ بلورین | [ ۱۲ ] |
| ۱۳۹۶ | هفدهمین جشن حافظ                                 | بهترین کارگردانی                | سیانور         | نامزدشده | تندیس حافظ   | [ ۱۳ ] |
| ۱۴۰۰ | چهلمین جشنواره فیلم فجر                          | بهترین فیلم از نگاه ملی         | بدون قرار قبلی | برنده    | سیمرغ زرین   | [ ۱۴ ] |
| ۱۴۰۰ | چهلمین جشنواره فیلم فجر                          | بهترین کارگردانی                | بدون قرار قبلی | نامزدشده | سیمرغ بلورین | [ ۱۴ ] |
| ۱۴۰۱ | چهل و چهارمین دوره جشنواره فیلم مسکو             | بهترین فیلم                     | بدون قرار قبلی | برنده    | جایزه بزرگ   | [ ۱۵ ] |
| ۱۴۰۲ | نوزدهمین دوره جشنواره بین‌المللی فیلم کازان روسیه | بهترین فیلم                     | بدون قرار قبلی | برنده    | جایزه بزرگ   | https://www.isna.ir/news/1402061911904/بدون-قرار-قبلی-بهروز-شعیبی-برگزیده-جشنواره-کازان-شد https://aftabnews.ir/fa/news/860724/بدون-قرار-قبلی-بهروز-شعیبی-برگزیده-جشنواره-کازان-شد |

## داوری در جشنواره‌ها
| سال  | جشنواره                            | بخش                                   | منبع   |
| ---- | ---------------------------------- | ------------------------------------- | ------ |
| ۱۳۹۸ | سی و هفتمین جشنواره جهانی فیلم فجر | فیلم‌های اول                           | [ ۱۶ ] |
| ۱۳۹۷ | سی و هفتمین جشنواره فیلم فجر       | هیئت انتخاب بخش سودای سیمرغ و نگاه نو |        |